# (37205) 2000 WD102
2000 WD102 (asteroide 37205) é um asteroide da cintura principal. Possui uma excentricidade de 0.10053560 e uma inclinação de 10.93378º.
Este asteroide foi descoberto no dia 26 de novembro de 2000 por LINEAR em Socorro.